# Navigazione a schede

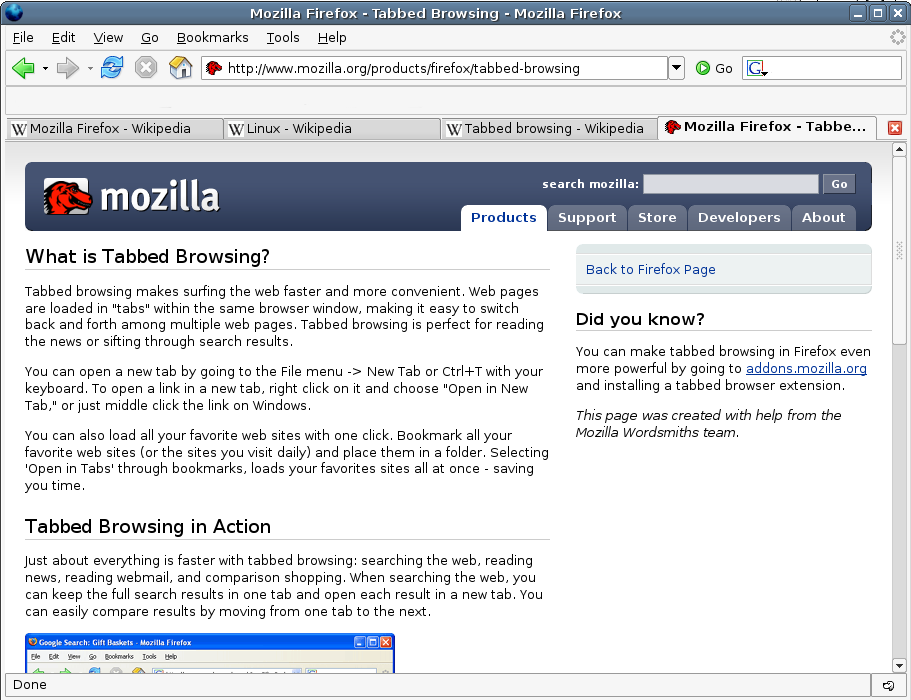
Esempio di navigazione a schede su Mozilla Firefox

La navigazione a schede è una funzione che consente di navigare più pagine web contemporaneamente, mantenendo però il tutto all'interno di una sola finestra, in modo da semplificare la navigazione tra l'una e l'altra e di consumare meno risorse di sistema.
Il nome viene dall'inglese tab, «linguetta», perché le varie schede con le diverse pagine visualizzate hanno in cima una linguetta, appunto, che consente di scegliere quale mostrare

## Storia
Adottata inizialmente nel 1994 da Opera secondo il Multiple document interface (navigazione/visione contemporanea di più siti), nel frattempo viene sperimentata dall'InternetWorks della BookLink Technologies nel 1994 il metodo attualmente adottato è quello di più pagine web aperte contemporaneamente e selezionabili tramite una linguetta posta in alto e introdotta poi al grande pubblico nel 1999 dal browser IBrowse per AmigaOS, e l'anno dopo da Opera e poi da altri quali Mozilla Firefox, Konqueror, Safari e Internet Explorer (a partire dalla versione 7).
In precedenza (prima di questa tecnologia), per ogni sito (indirizzo IP) veniva aperta una finestra dedicata. Le finestre potevano poi essere sovrapposte in orizzontale o in verticale.

## Caratteristiche
All'introduzione delle schede è legato il concetto di sessione informatica. La sessione può essere considerata un insieme di schede. Per la navigazione off-line è necessario salvare le singole pagine aperte; navigando con le schede, è possibile salvare la sessione, ossia tutte le pagine aperte nella finestra del browser che si sta utilizzando. Al passaggio del mouse vicino alla linguetta viene mostrato l'indirizzo completo, nel caso in cui lo spazio disponibile non sia sufficiente. L'apertura di molte schede in contemporanea genera un altro inconveniente: per ritrovare un determinato sito, è necessario scorrere tutte le schede, o le linguette in alto e verificare l'indirizzo. Alcuni plugin pongono rimedio a questo problema.
Un'estensione di Firefox, Showcase, mostra in un'unica scheda un riepilogo con le anteprime di tutte le pagine aperte durante la sessione. Opera ha una funzionalità simile, che consente di creare una scheda con il link a un sito Web e l'anteprima di questo salvata in locale. Si tratta, però, di una pagina statica, non generata in automatico come quella di Firefox-Mozilla. In Opera, Firefox e Internet Explorer (grazie al plugin IE7Pro) è possibile definire dei comandi personalizzati collegate a movimenti del mouse: fra questi, si può impostare lo scorrimento da una scheda alla successiva con un dato movimento del mouse (tasto destro, sinistro, rotellina, etc.).
Internet Explorer (obsoleto a favore di Microsoft Edge che supporta a sua volta la navigazione a schede) permette di gestire gruppi di schede o cartelle di schede, con la possibilità di salvare, aggiornare o eliminare con un'unica operazione tutte le schede dello stesso gruppo. Analoga opzione è presente in Opera, a partire dalla versione 11.5.7, oltre alla possibilità di regolare lunghezza e larghezza delle anteprime, recuperare i tab chiusi per errore, bloccare la chiusura di una scheda..
Google Chrome, nato nel 2008, è stato il primo software ad utilizzare le schede come processi Windows indipendenti. Se l'apertura di una pagina Web rallenta la connessione, è bloccata dal firewall o dall'antivirus, l'utente può chiudere la singola pagina, tenendo aperte le altre aperte con Chrome. In precedenza, era inevitabile la perdita dell'intera sessione, essendo il browser un unico processo informatico. Premendo CTRL+ALT+CANC l'utente vede le singole schede aperte con Chrome, mentre con gli altri programmi compare solo il nome del software. Fra le funzionalità presenti nei vari browser relativamente alla navigazione a schede:
- esecuzioni di istruzioni su una selezione multipla di tab non sequenziali: apertura in una finestra a parte, stampa, salvataggio, aggiunta ai preferiti;
- esecuzione di macro e operazioni pianificate, quali un refresh automatico;
- confronto fra l'ultima versione corrente del tab e una precedente salvata in locale;
- anteprima del sito visibile in formato «miniatura»;
- notifica di modifiche o aggiornamenti di una pagina web;
- salvataggio della sessione corrente, con tutte le schede aperte;
- jumplist a specifiche parti del sito visitate di frequente;
- navigazione off-line (con apertura dei link fra le pagine salvate in locale);
- organizzazione delle schede in cartelle e sottocartelle, esportabili o stampabili.

## Esempi

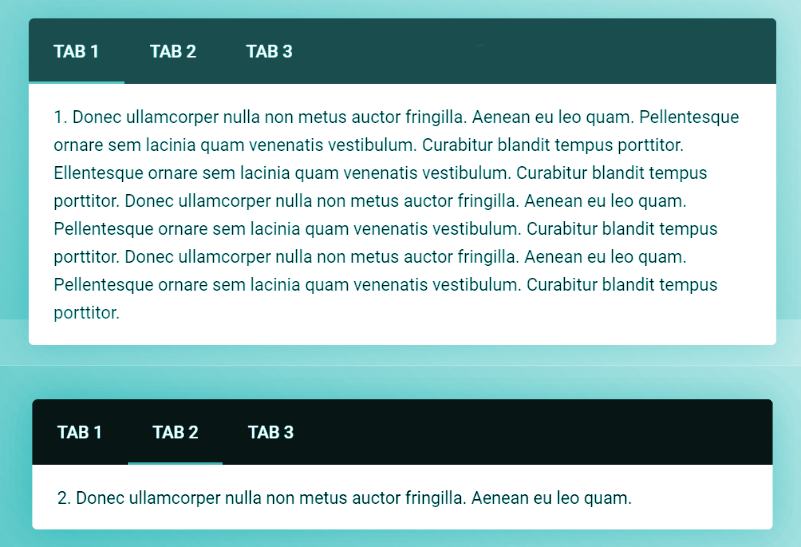
Esempio di navigazione a schede sul web. Da una scheda all'altra l'utente non cambia pagina ne URL

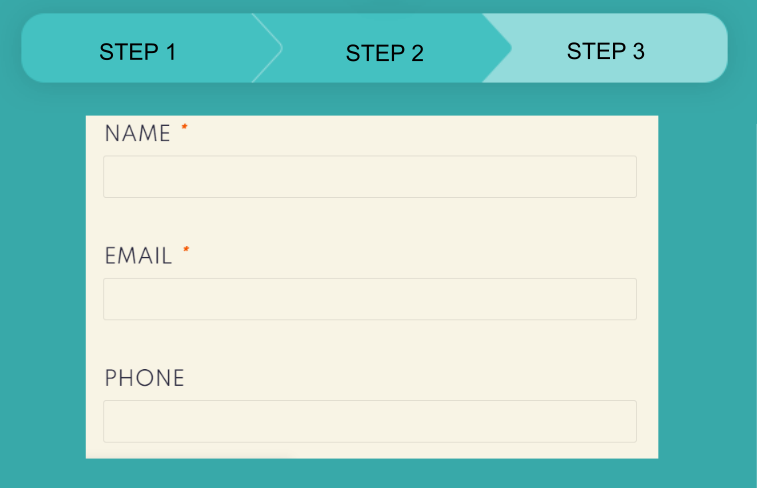
Form web compilabile con navigazione a schede. Ogni scheda contiene un pezzo di form da compilare. Si può accedere alla scheda successiva solo dopo aver compilato quella precedente

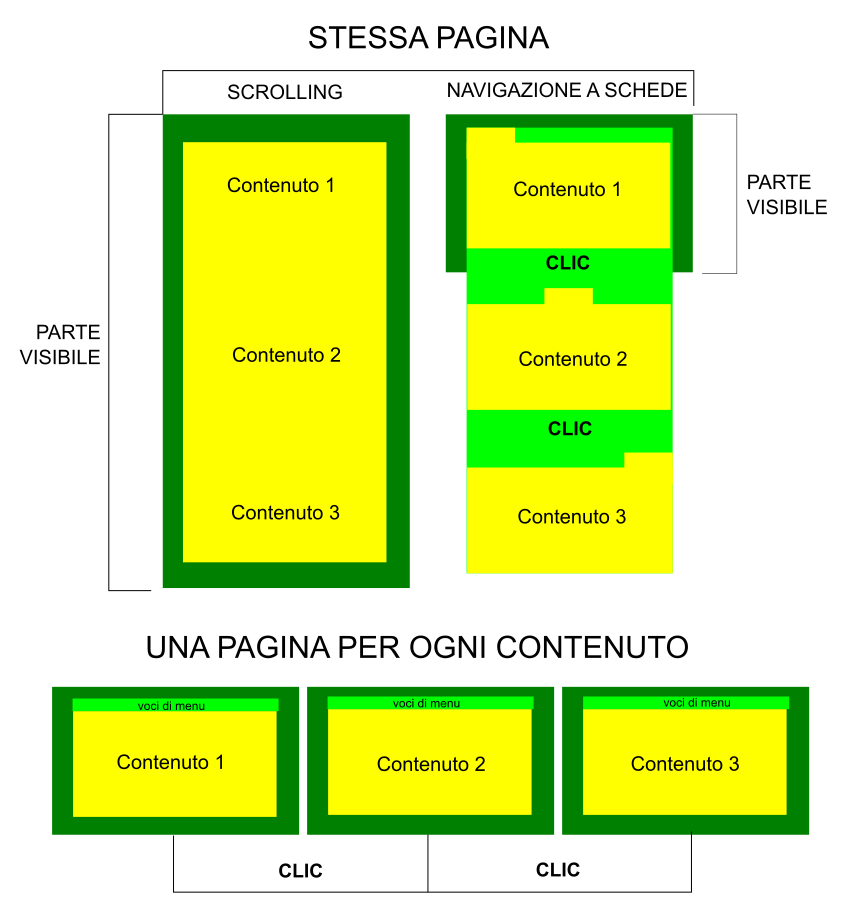
Confronto tra un layout a tutta pagina leggendo i contenuti tramite scrolling, tramite navigazione a schede e tramite pagine differenti

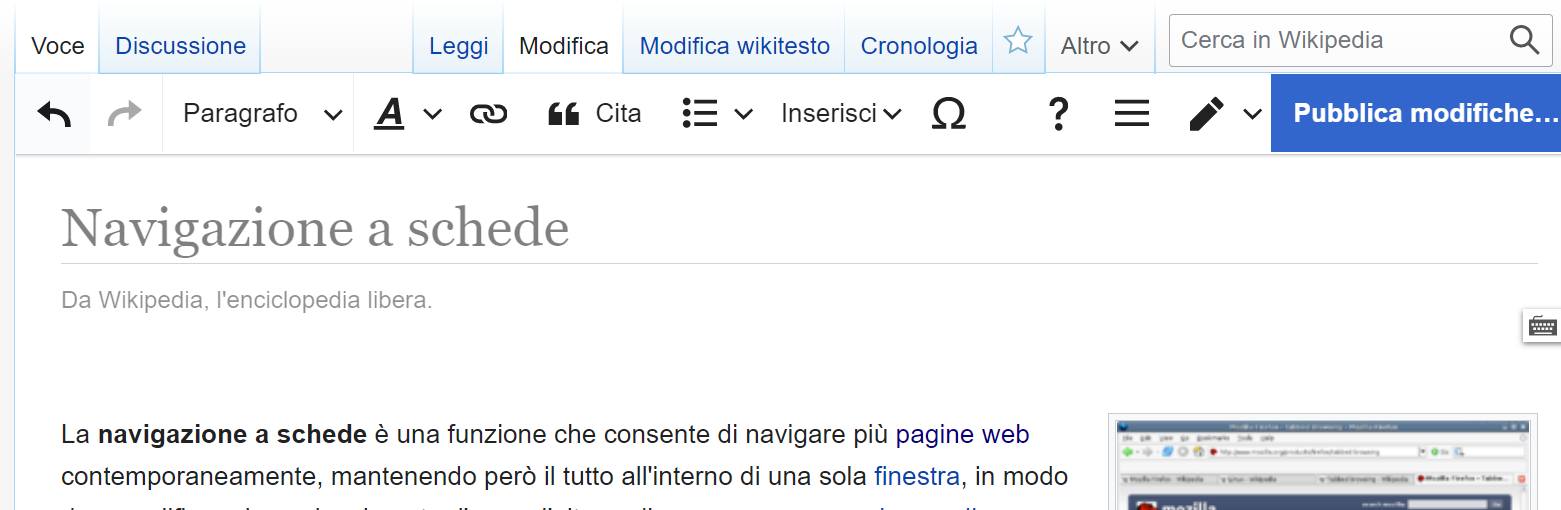
Navigazione a schede (Leggi, Modifica,...) su Wikipedia quando si attiva l'opzione di modifica di una pagina

### HTML e CSS
HTML:
```
<
div
 
class
=
"tab"
>

  
<
button
 
class
=
"tablinks"
 
onclick
=
"openCity(event, 'London')"
>
Londra
</
button
>

  
<
button
 
class
=
"tablinks"
 
onclick
=
"openCity(event, 'Paris')"
>
Parigi
</
button
>

  
<
button
 
class
=
"tablinks"
 
onclick
=
"openCity(event, 'Tokyo')"
>
Tokyo
</
button
>

</
div
>

<
div
 
id
=
"London"
 
class
=
"tabcontent"
>

  
<
h3
>
London
</
h3
>

  
<
p
>
Londra è la capitale dell'Inghilterra
</
p
>

</
div
>

<
div
 
id
=
"Paris"
 
class
=
"tabcontent"
>

  
<
h3
>
Paris
</
h3
>

  
<
p
>
Parigi è la capitale della Francia
</
p
>

</
div
>

<
div
 
id
=
"Tokyo"
 
class
=
"tabcontent"
>

  
<
h3
>
Tokyo
</
h3
>

  
<
p
>
Tokyo è la capitale del Giappone
</
p
>

</
div
>

```

CSS:
```
.
tab
 
{

  
overflow
:
 
hidden
;

  
border
:
 
1
px
 
solid
 
#ccd
;

  
background-color
:
 
#f3f3f3
;

}

.
tab
 
button
 
{

  
background-color
:
 
inherit
;

  
float
:
 
left
;

  
border
:
 
none
;

  
outline
:
 
none
;

  
cursor
:
 
pointer
;

  
padding
:
 
18
px
 
22
px
;

  
transition
:
 
0.2
s
;

}

.
tab
 
button
:
hover
 
{

  
background-color
:
 
#dcc
;

}

.
tab
 
button
.
active
 
{

  
background-color
:
 
#ccd
;

}

.
tabcontent
 
{

  
display
:
 
none
;

  
padding
:
 
8
px
 
14
px
;

  
border
:
 
1
px
 
solid
 
#ccd
;

  
border-top
:
 
none
;

}

```

### AJAX

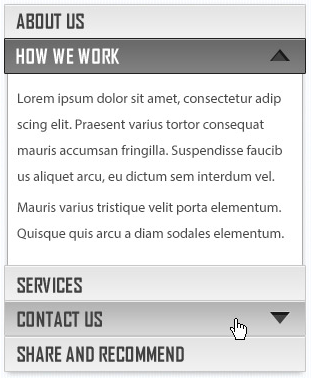
Esempio di navigazione a schede "accordion"

HTML:
```
<
ul
 
id
=
"nav"
>

  
<
li
><
a
 
href
=
"Pagina_1.html"
>
Pagina 1
</
a
></
li
>

  
<
li
><
a
 
href
=
"Pagina_2.html"
>
Pagina 2
</
a
></
li
>

  
<
li
><
a
 
href
=
"Pagina_3.html"
>
Pagina 3
</
a
></
li
>

</
ul
>

 

<
div
 
id
=
"ajax-content"
>
Testo di default
</
div
>

```

JavaScript:
```
$
(
document
).
ready
(
function
()
 
{

    
$
(
"#nav li a"
).
click
(
function
()
 
{

 

        
$
(
"#ajax-content"
).
empty
().
append
(
"<div id='loading'><img src='images/loading.gif' alt='Loading' /></div>"
);

        
$
(
"#nav li a"
).
removeClass
(
'current'
);

        
$
(
this
).
addClass
(
'current'
);

 

        
$
.
ajax
({
 
url
:
 
this
.
href
,
 
success
:
 
function
(
html
)
 
{

            
$
(
"#ajax-content"
).
empty
().
append
(
html
);

            
}

    
});

    
return
 
false
;

    
});

});

```

### Accordion
La fisarmonica ("accordion") è un elemento di controllo grafico che comprende un elenco di elementi impilato verticalmente, come etichette o miniature. Ogni elemento può essere "espanso" o "compresso" per rivelare il contenuto associato a quell'elemento. Si tratta di una tipologia di navigazione a schede.
Il termine deriva dalla fisarmonica musicale in cui le sezioni del mantice possono essere espanse tirando verso l'esterno.
Esempio

HTML:
```
<
button
 
class
=
"accordion"
>
Sezione 1
</
button
>

<
div
 
class
=
"panel"
>

  
<
p
>
Lorem ipsum...
</
p
>

</
div
>

<
button
 
class
=
"accordion"
>
Sezione 2
</
button
>

<
div
 
class
=
"panel"
>

  
<
p
>
Lorem ipsum...
</
p
>

</
div
>

<
button
 
class
=
"accordion"
>
Sezione 3
</
button
>

<
div
 
class
=
"panel"
>

  
<
p
>
Lorem ipsum...
</
p
>

</
div
>

```

CSS:
```
.
accordion
 
{

  
background-color
:
 
#fef
;

  
color
:
 
#454
;

  
cursor
:
 
pointer
;

  
padding
:
 
20
px
;

  
width
:
 
100
%
;

  
text-align
:
 
left
;

  
border
:
 
none
;

  
outline
:
 
none
;

  
transition
:
 
0.3
s
;

}

.
active
,
 
.
accordion
:
hover
 
{

  
background-color
:
 
#ccd
;

}

.
panel
 
{

  
padding
:
 
0
 
28
px
;

  
background-color
:
 
white
;

  
display
:
 
none
;

  
overflow
:
 
hidden
;

}

```

JavaScript:
```
var
 
acc
 
=
 
document
.
getElementsByClassName
(
"accordion"
);

var
 
i
;

for
 
(
i
 
=
 
0
;
 
i
 
<
 
acc
.
length
;
 
i
++
)
 
{

  
acc
[
i
].
addEventListener
(
"click"
,
 
function
()
 
{

    
this
.
classList
.
toggle
(
"active"
);

    
var
 
panel
 
=
 
this
.
nextElementSibling
;

    
if
 
(
panel
.
style
.
display
 
===
 
"block"
)
 
{

      
panel
.
style
.
display
 
=
 
"none"
;

    
}
 
else
 
{

      
panel
.
style
.
display
 
=
 
"block"
;

    
}

  
});

}

```

### Pro e contro
Pro
- La navigazione basata su schede consente di presentare più contenuti all'utente in uno spazio limitato.
- Utile per i dispositivi mobili in cui non si dispone di molto spazio sullo schermo.
- Sui browser desktop, non appena il contenuto per la scheda attiva viene recuperato dal server, può essere visualizzato all'utente. Il resto delle schede può essere caricato su richiesta utilizzando Ajax. Ciò fornisce una buona esperienza utente poiché i dati sono rapidamente disponibili per l'utente.

Contro
- I contenuti di più schede non possono essere visualizzati contemporaneamente. La navigazione tra schede non deve mai essere utilizzata quando esiste un caso d'uso in cui l'utente potrebbe dover visualizzare/confrontare i dati da più schede.